# Bahnhof Lissabon Oriente

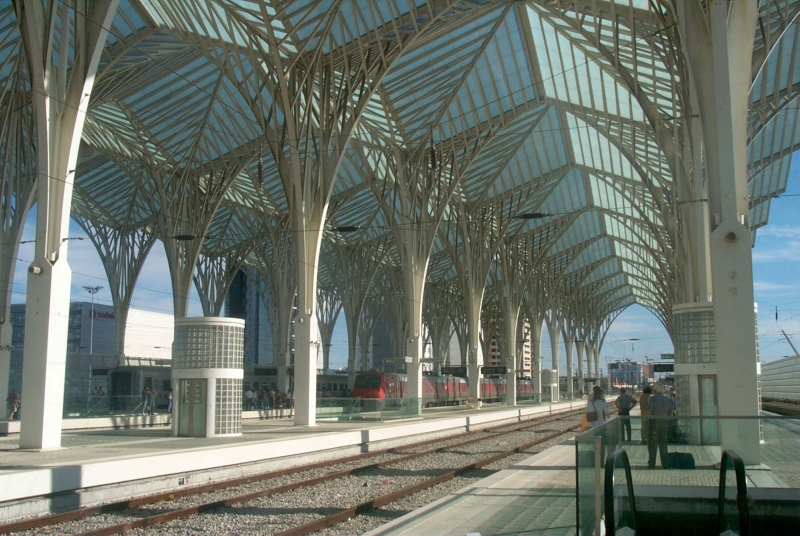
Dachkonstruktion.

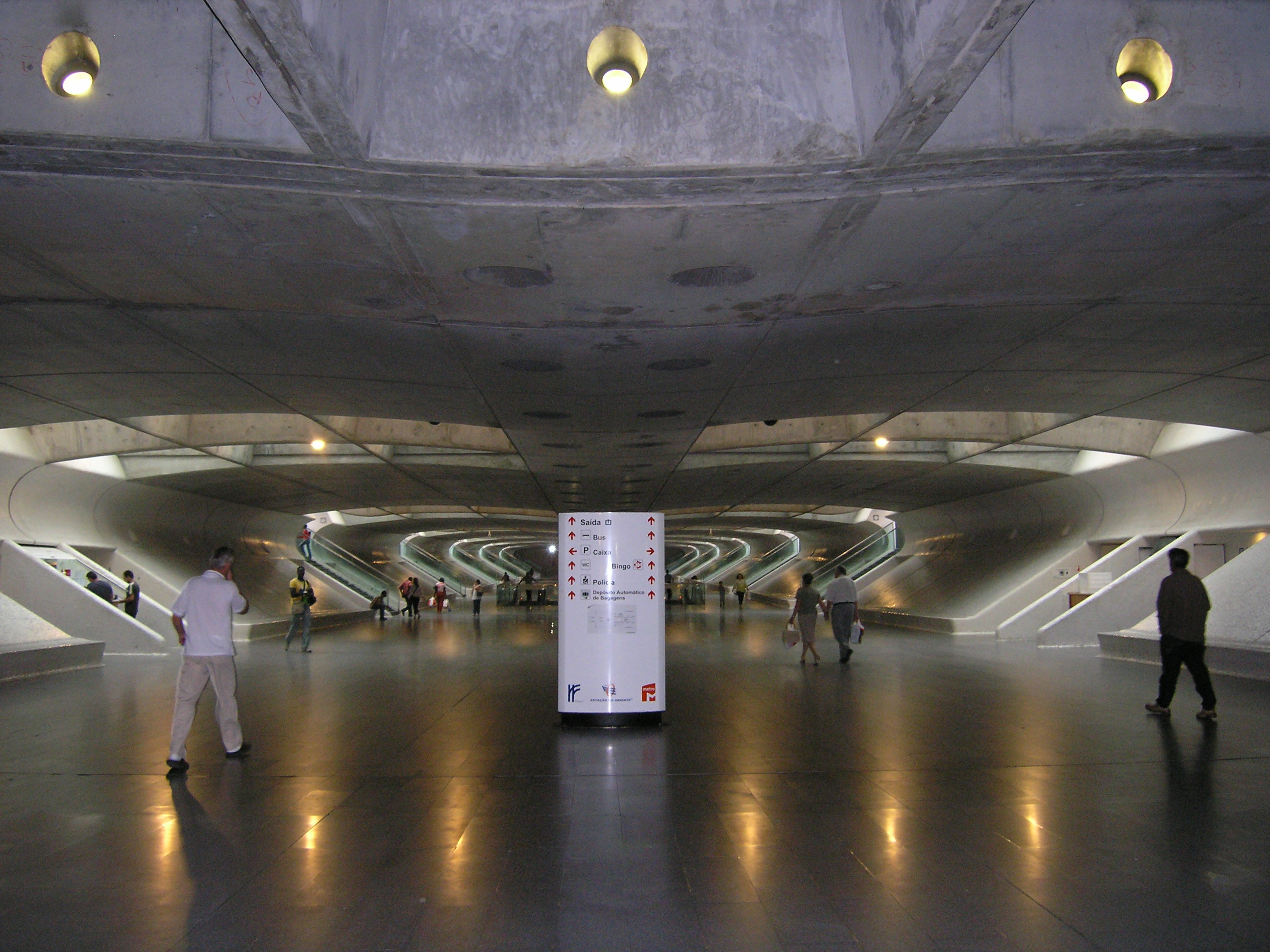
Stahlbetontragwerke der Gleise

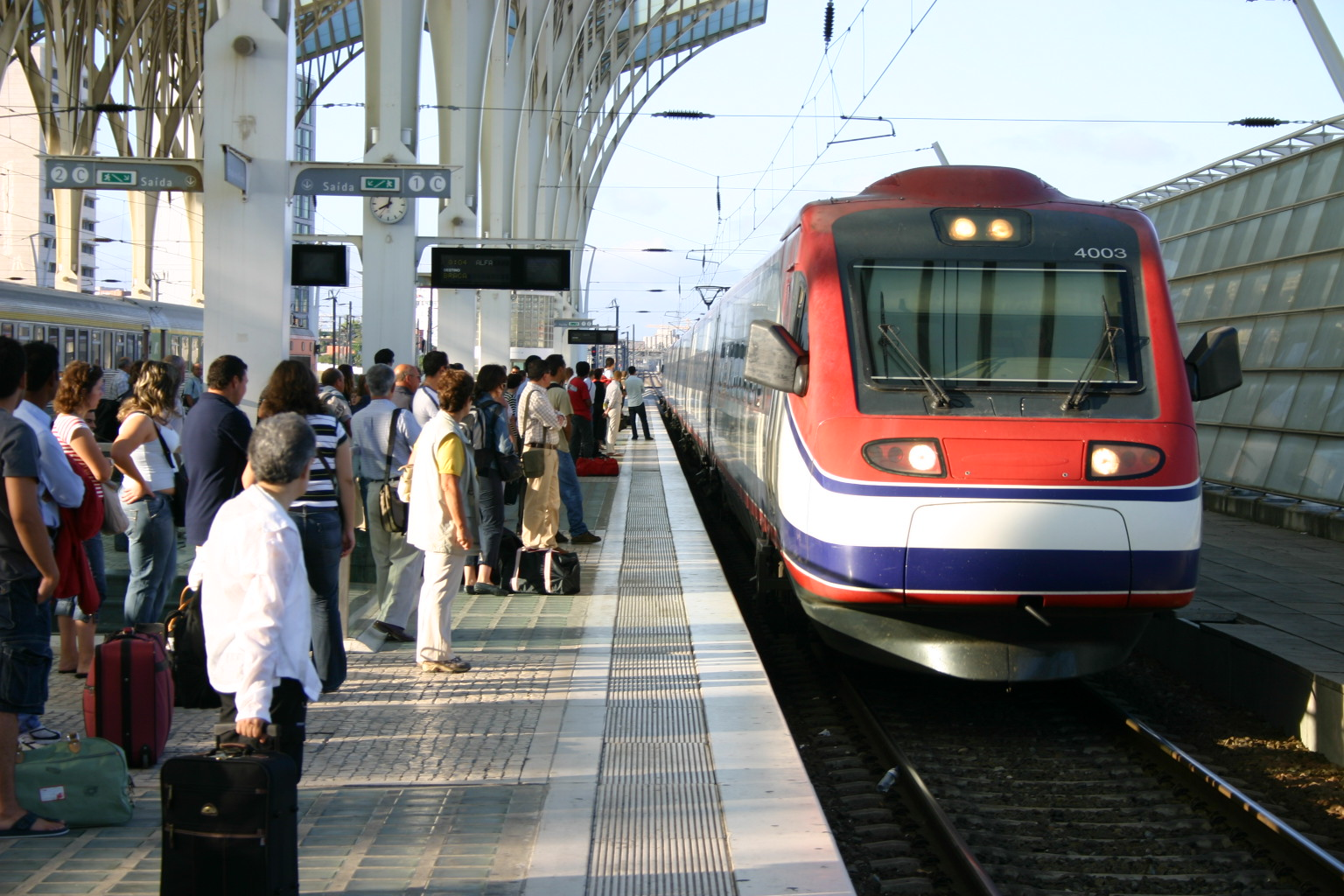
Ein Alfa Pendular im Bahnhof Oriente.

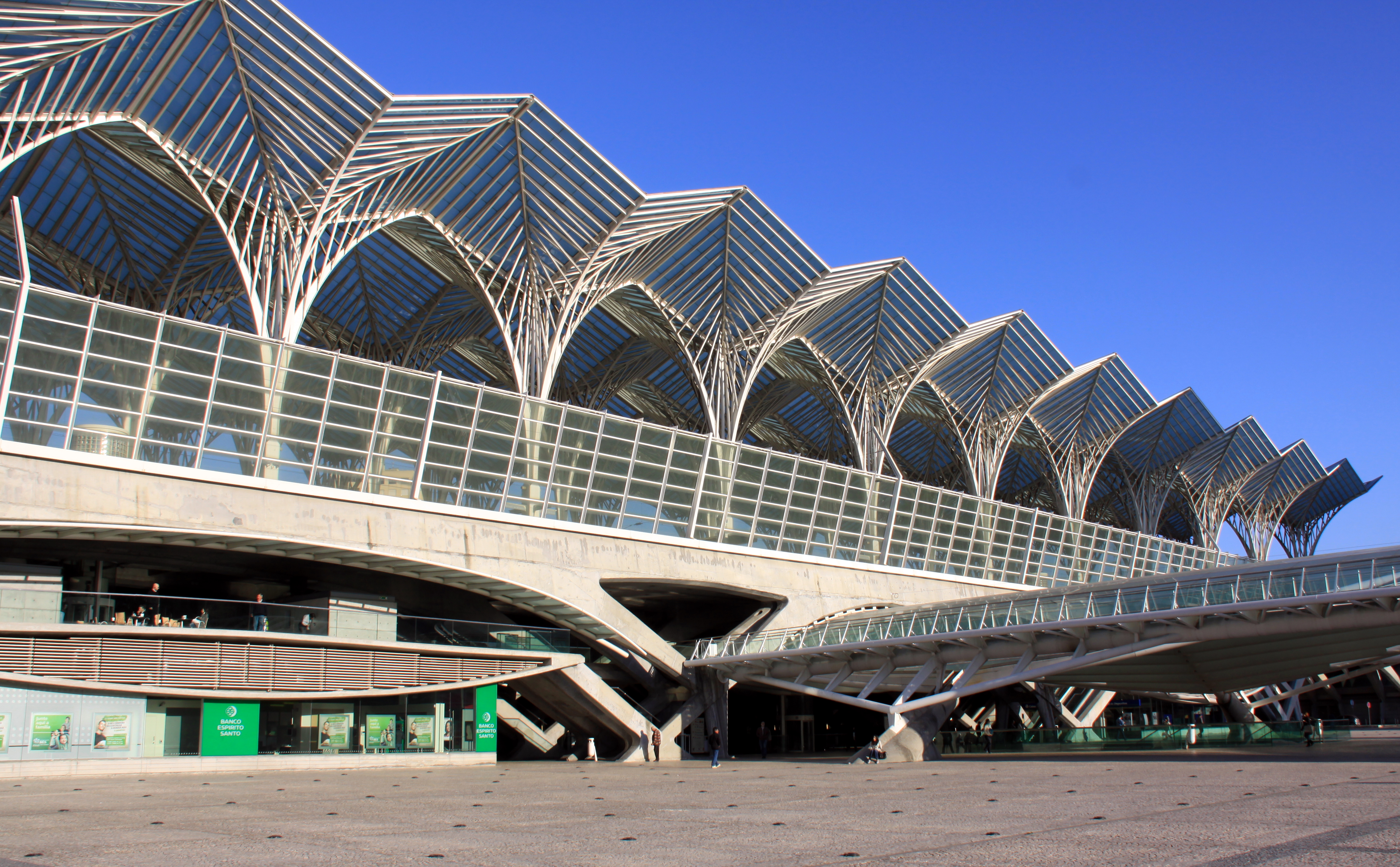
Ansicht des Gare do Oriente

Der Bahnhof Estação do Oriente, auch Gare do Oriente, zu Deutsch Ostbahnhof, ist ein Fern- und Regionalbahnhof im Nordosten Lissabons am Gelände der früheren Expo 1998, heute Parque das Nações. Er liegt an der Linha do Norte und wird jährlich von 75 Millionen Reisenden frequentiert.
Die Lage erlaubt einen Halt aller Züge, die auch den Kopfbahnhof Santa Apolónia aus nördlicher Richtung anfahren, wie beispielsweise Porto, Coimbra. Ferner halten auch die Fernzüge Richtung Süden der Linha do Sul in die Algarve, die über die Brücke des 25. April verkehren, im Bahnhof. Früher war ein Übersetzen mit der Fähre vom Comércio Platz im Herzen der Altstadt zum südlichen Fernbahnhof Barreiro nötig. Ferner bestehen Planungen zur Errichtung einer dritten Tejo-Brücke. Über diese würde dann der Zugverkehr Richtung Süden zukünftig abgewickelt.
Unterhalb des Bahnhofes befindet sich auch ein U-Bahnhof gleichen Namens. Über die dort verkehrende Linha Vermelha ist ein Anschluss an die Lissabonner Innenstadt und an den Lissaboner Flughafen  gewährleistet. Außerdem ist ein großer Busbahnhof in die Station integriert.

## Architektur
Bei einem Wettbewerb 1994 siegte der Architekt Santiago Calatrava gegen Entwürfe unter anderem von Nicholas Grimshaw und Ricardo Bofill; ein Jahr später begannen die Bauarbeiten gemäß dem sich an gotische Stilelemente anlehnenden Entwurf.
Als Durchgangsbahnhof konzipiert, liegen die Gleise 14 Meter über dem Straßenniveau, gekreuzt von einer darunter liegenden Querhalle, die in West-Ost-Richtung den Busbahnhof mit der Av. Dom João II und darüber hinweg mit dem Eingang eines Einkaufszentrums verbindet, einer früheren Expo-98-Ausstellungshalle.
Die Gleise werden von einer sehr leicht wirkenden Dachkonstruktion aus Glas überspannt, die – optisch wirkend – auf Baumstützen (Stahlbeton) lagert.
Von den Bahnsteigen aus führen Treppen, Rolltreppen und Aufzüge zur Querhalle mit Fahrkartenschaltern und Kiosken. Im Osten führt diese Ebene durch eine Geschäftsgalerie bis zum geschwungenen Platz, über den auch ein Einkaufszentrum erreicht werden kann.
Der Bahnhof wurde als Eingang der Expo '98 errichtet, entsprechend großzügig ist er gestaltet.
Interessant sind insbesondere die Stahlbetontragwerke des Bauwerks im Geschoss unter den Gleisen. Die Tragwerkskonstruktion vermittelt trotz ihrer Massivität durch abgerundete Formen und den schrägen, jedoch symmetrischen Stützenverlauf eine optische Leichtigkeit und einen futuristischen Eindruck. Die Bogenform prägt die Eingangsebene und setzt sich in vielen Details wie zum Beispiel dem abgerundeten flügelförmigen Vordach fort.

## Verkehr
Der Bahnhof wird von allen Zügen der Linha do Norte bedient und dient als Ausgangspunkt der Züge der Linha do Sul. Im Fernverkehr verkehren im angenäherten Stundentakt Alfa-Pendular-Züge der CP-Baureihe 4000 von Lissabon Santa Apolónia nach Porto-Campanhã, die dreimal täglich nach Braga verlängert werden. Zweimal täglich verkehren Alfa-Züge von Porto über Lissabon Oriente und Pinhal Novo nach Faro. Das Angebot im Fernverkehr wird durch diverse Intercidades-Verbindungen nach Porto, Guimarães, Guarda und Covilhã ergänzt, die allesamt ihren Ausgangspunkt in Santa Apolónia haben. Zudem ist Oriente Ausgangspunkt von Intercidades-Verbindungen nach Faro und Évora.
Im internationalen Verkehr verkehrte einmal pro Tag der Nachtzug mit dem Zugteil nach Hendaye/Irun (Sud-Express) und dem Zugteil nach Madrid Chamartín (Lusitânia). Diese Verbindungen wurden im März 2020 wegen der Covid-Pandemie eingestellt und nicht wieder aufgenommen.
Im Regional- und Vorortverkehr wird Oriente von Regional- und InterRegional-Zügen nach Entroncamento und Tomar bedient. Zudem bedienen die Linienfamilien Linha de Sintra und Linha de Azambuja der CP Urbanos de Lisboa den Bahnhof Oriente mit verschiedenen Zugsläufen: Lissabon Alcântara-Terra–Azambuja, Lissabon Santa Apolónia–Castanheira do Ribatejo, Sintra–Alverca (nur zu den Hauptverkehrszeiten) und Mira Sintra-Meleças–Lissabon Oriente.

## Anlage
Der Bahnhof umfasst acht Bahnsteiggleise, allesamt Durchgangsgleise. Sie liegen an vier Mittelbahnsteigen. Die Gleise 1 bis 4 dienen generell dem Verkehr von/nach Santa Apolónia, die Gleise 5 bis 8 dem Verkehr Richtung Entrecampos/Linha de Cintura, wobei fahrplanmäßig Abweichungen entstehen können. Die Gleise sind zwischen 510 und 720 Meter lang, die Bahnsteige umfassen allesamt eine Länge von 309 Metern und die Kante liegt auf einer Höhe von 60 bis 70 Zentimeter.
Im Projekt der Schnellfahrstrecke Lissabon–Madrid und der Schnellfahrstrecke Lissabon–Porto, welche im Bahnhof Oriente hätten verknüpft werden sollen, war ein Ausbau auf 16 Bahnsteiggeleise geplant gewesen, wobei die neuen acht allesamt in Normalspur (1435 mm) gebaut werden sollten und die bisherigen in iberischer Breitspur (1668 mm) belassen werden sollten.